# Val-d'Ornain
Val-d'Ornain är en kommun i departementet Meuse i regionen Grand Est (tidigare regionen Lorraine) i nordöstra Frankrike. Kommunen ligger i kantonen Revigny-sur-Ornain som tillhör arrondissementet Bar-le-Duc. År 2022 hade Val-d'Ornain 971 invånare.

## Befolkningsutveckling
Antalet invånare i kommunen Val-d'Ornain
| Referens: INSEE |